# Громадянська війна у Фінляндії
Громадянська війна у Фінляндії — внутрішній збройний конфлікт у Фінляндії в першій половині 1918 року із залученням зовнішніх сил.
У роки, що передували конфлікту, Фінляндія переживала швидке зростання населення, індустріалізацію, урбанізацію та піднесення всеохоплюючого робітничого руху. Політична та урядова системи країни перебували в нестабільній фазі демократизації та модернізації. Соціально-економічний стан та освіта населення поступово покращувалися, а національна свідомість та культура розвивалися. Перша світова війна призвела до розпаду Російської імперії, спричинивши вакуум влади у Фінляндії, а подальша боротьба за домінування спричинила мілітаризацію та ескалацію кризи між лівим робітничим рухом та консерваторами. Червоні здійснили невдалий генеральний наступ у лютому 1918 року, отримавши зброю від Радянської Росії. Контрнаступ білих розпочався у березні, підкріплений військовими загонами Німецької імперії у квітні. Вирішальними сутичками стали битви під Тампере та Війпурі, виграні білими, та битви під Гельсінкі та Лахті, виграні німецькими військами, що призвело до загальної перемоги білих та німецьких військ. Політичне насильство стало частиною цієї війни, в якій загинуло близько 12 000 людей, більшість з яких були червоними. Крім того, близько 12 500 червоних в'язнів померли від недоїдання та хвороб у таборах. Загалом у конфлікті загинуло 39 000 людей, з яких 36 000 були фінами.
Війна відбулася між силами «білих», які підтримувала імперська Німеччина та силами «червоних», які підтримувала більшовицька Росія. Конфлікт у Фінляндії став однією зі складових Першої світової війни, бувши нею ж, значною мірою, і спричиненим.
Відразу після цього фіни перейшли з-під російського правління до сфери впливу Німеччини з планом встановлення фінської монархії під керівництвом Німеччини. Цей план завершився поразкою Німеччини у Першій світовій війні, і Фінляндія натомість стала незалежною демократичною республікою. Громадянська війна розділяла країну на десятиліття. Фінське суспільство возз'єдналося завдяки соціальним компромісам, заснованим на довготривалій культурі поміркованої політики, релігії та післявоєнного економічного відновлення.

## Передумови
Велику частку сільського господарства Фінляндії займало тваринництво, тому країна ввозила 60 % зерна з-за кордону, насамперед із Німеччини. Налагодити власне виробництво зерна у Фінляндії не встигли. Продовольча ситуація погіршала з початком Першої світової війни, ввезення стало можливим тільки з Росії, але на залізницях Російської імперії встановили вищий пріоритет проходження військових вантажів. Єдиним способом вирішення продовольчої проблеми залишався контроль та регулювання споживання. У лютому 1917 року у Фінляндії запровадили продуктові картки, але в місцях створили продовольчі комітети, які намагалися перешкоджати зростанню цін.
Ще 27 липня 1917 року Вяйне Таннер і Вяйне Вуолійоки уклали з Тимчасовим урядом Росії договір про постачання до жовтня до Фінляндії 62 000 тонн зерна, сенат погодився на передоплату 60 млн марок. Подібні угоди було укладено і зі США. Оскільки в постачанні зерна не було впевненості, 16 травня парламент схвалив закон про продовольство, який став основою продовольчої політики Фінляндії до 1920 року. Закон порушував недоторканність власності та вільної торгівлі, надавав уряду право на конфіскацію продовольства та призначення цін.
5 червня 1917 року почалися примусові вилучення надлишків запасів зерна, які слід було продавати державі. Вилучене зерно передавали продовольчим комітетам, а вони розподіляли його за картками. Влітку 1917 року це стосувалося до 50 % населення, в 1918 — понад 60 %. У вересні перевірка складів показала, що запасів недостатньо для того, щоби перезимувати. Надії на постачання зерна зі США не виправдалися через війну, Німеччина теж вела з Антантою підводну війну і топила морські транспорти; охочих доставляти зерно до Скандинавії також не знайшлося.
У грудні розпочала роботу нова організація — продовольче управління на чолі з В. А. Лавоніусом. Воно склало план вирішення продовольчої проблеми, але 22 січня 1918 року члени управління подали до Сенату прохання про відставку, вони не бачили необхідної підтримки від уряду. Прохання залишилося нерозглянутим — відбувся державний переворот.
Продовольча проблема насамперед торкалася нестачі зерна. Найбільше потребували робітники та їхні сім'ї, в їхніх раціонах було лише 15—20 % від норми зернових продуктів. Особливо сильно дефіцит продовольства торкнувся міст, він відчувався скрізь. При цьому голоду у Фінляндії не було: пшениця — не єдиний харчовий продукт для фінів, а м'ясо, риба, картопля та коренеплоди не зростали так сильно. Внаслідок вилучення надлишків інших продуктів їх виробляли менш завзято, але контрабанду чомусь дивилися крізь пальці.
З початком громадянської війни білим та червоним довелося вирішувати продовольчу проблему незалежно. Червоні змушено почали забезпечувати продовольством великі міста, при цьому через погані стосунки з місцевими виробниками їм довелося отримувати зерно від Росії. Обидві сторони змушені були скоротити норми борошна за картками. 30 березня до Гельсінкі прибув поїзд із сибірською пшеницею, про який домовився Токою. Потяг ішов п'ять тижнів і доїхав не повністю: при перетині кордону частину вагонів довелося відчепити та залишити на Росії. Ситуація з зерном у столиці набула відчайдушного масштабу, але прибуття потяга мало лише місцеве значення.
Постачання продовольством у білих було організовано краще; за постачання цивільного населення, як і раніше, відповідали місцеві комітети. Вони отримували продовольство з Данії, Німеччини та Швеції, але його також було недостатньо.
Постачання продовжило гіршати і після війни: невелике збільшення виробництва не змогло компенсувати попит, що значно збільшився. Найгірше становище було влітку 1918 року, коли всі запаси продовольства скінчилися, а нових з-за кордону не надійшло. Найгіршим було становище в таборах полонених червоногвардійців. Нестача продовольства зникла лише навесні 1919 року, коли надійшла американська пшениця, постачання міст полегшилося і влада змогла відмовитися від вилучення надлишків. Розподіл продовольства, одержаного від місцевих виробників, припинили протягом 1919 року, а імпортного — 1921 року.

## Початок протистояння
У той час помірні й радикали Соціал-демократичної партії Фінляндії (СДПФ) ухвалили важливе рішення: 22 січня 1918 на засіданні Ради СДПФ був нарешті створений вищий революційний орган — «Виконавчий комітет фінляндських робітників», який підготував план перевороту. Його вирішили здійснити за допомогою військової допомоги, обіцяної Леніним вже 13 січня 1918 (за два тижні після визнання фінської незалежності), для чого потрібно було забезпечити постачання зброї до Гельсінгфорсу, що було зроблено 23 січня 1918.
Незважаючи на те, що план повстання був підготовлений Виконавчим комітетом робітників, сформованим на засіданні Ради СДПФ, революційне повстання почалося, «не чекаючи на керівництво соціал-демократії», силами пролетаріату Гельсінгфорса. Сигналом до початку революції був червоний прапор, піднятий у Гельсінгфорсі ввечері 27 січня 1918 на вежі Народного дому (за іншими джерелами — «червоне світло», запалене ввечері 26 січня «над будинком робітників»). Народні будинки у Фінляндії — аналог подібних закладів в інших скандинавських країнах — перебували під контролем СДПФ та здійснювали освіту, просвітництво та культурну діяльність «серед робітничого населення».
Першого дня повсталим вдалося захопити лише залізничний вокзал. Цілком столиця була під їхнім контролем уже наступного дня, 28 січня. Червона гвардія зайняла столицю і була створена революційна Рада народних уповноважених Фінляндії (фін. Suomen kansanvaltuuskunta), яка того ж дня прийняла декларацію «До робітників і громадян Фінляндії!», де оголосила себе революційним урядом країни.
Декларація була опублікована наступного дня, 29 січня 1918 року, в газеті «Робітник» (фін. Työmies). У ній містилася програма революції, яка була заявлена як соціалістична. На практиці з ініціативи робітників став здійснюватися злам колишніх державних установ, встановлюватися робочий контроль на залізницях, заводах тощо. Цей значний революційний підйом змусив Раду народних уповноважених проводити більш рішучу політику, в ході якої було встановлено контроль над приватними банками, закрито контрреволюційна преса, створений Верховний революційний суд (фін. vallankumouksellisen ylioikeuden). Робочі поради підприємств стали органами диктатури пролетаріату.
Повсталі прийшли до влади і в багатьох інших південних містах, таких як Або, Таммерфорс, Порі, Котка, Лахті, Виборг та інших, в яких проживало близько 2/3 населення країни. Під контролем колишнього уряду залишалися хоч і більші по території, але набагато менші за населені Північ і значна частина центральної Фінляндії.
Для спостереження за виконавчою владою 14 лютого 1918 р. була створена Верховна рада робітників Фінляндії (або Центральна Робоча Рада, фін. Työväen pääneuvosto), яка складалася з 40 народних депутатів, покликаних контролювати діяльність Ради народних уповноважених. Головою Верховної Ради робітників був Вальфрід Перттіля, до складу Ради входили:
15 осіб від СДПФ;

10 осіб від профспілок;

10 осіб від Червоної гвардії;

5 осіб від Гельсингфорського Союзу Робітників.

Початкова лінія фронту і позиції сторін початку лютого (червоним кольором позначено територія, зайнята червоними, синім — зайнята білими, в тилу в обох сторін — оточені міста)

Початок Громадянської війни можна визначити дуже умовно. Червоні вважали, що революція розпочалася 27 січня о 23:00, білі — що 28 січня о 03:00. Але й це також умовно — воєнні дії в деяких місцях почалися задовго до січня, особливо в Карелії. Причина цього в тому, що жодна із сторін повністю не контролювала своїх прихильників. Наприклад, відомо про великі бої у Теріокі, куди 15 січня 1918 прибув загін Червоної Гвардії Сестрорецького збройового заводу Петрограда (вів бойові дії у Фінляндії до початку березня).
Виконавчий комітет робітників віддав наказ про арешт 46 осіб, але операцію щодо їх затримання не можна було назвати вдалою, зокрема всі сенатори успішно втекли. Червоні прийшли до влади у багатьох інших південних містах. 28 січня була створена революційна Рада народних уповноважених Фінляндії (фін. Suomen kansanvaltuuskunta) на чолі з Куллерво Маннером.
Оскільки існувала небезпека обстрілу столиці з фортеці Свеаборг і з моря, центр оборони було перенесено до Ваасу. Туди ж переїхав Сенат Свінгувуда. Єдиний фронт між білими і червоними встановився на початку війни по лінії Порі — Ікаалінен — Куру [en] — Вілпула — Лянкіпохья — Падасйокі — Хейнола — Мантюхар'ю — Савітайпале — Лаппенранта — Антреа — Раута. У обох сторін у тилу залишилися центри опору, які очистили від противника до кінця лютого 1918 року. У тилу білих це були Оулу, Торніо, Кемі, Раахе, Куопіо та Варкаус. У тилу червоних — Уусікаупунки, Сіунтіо-Кіркконуммі та район Поорво.
Війна 1918 була «залізничною», оскільки залізниці стали найважливішими шляхами переміщення військ. Сторони боролися за головні залізничні вузли, такі як Хаапамякі, Тампере, Коувола та Виборг. Білі та червоні мали від 50 000 до 90 000 солдатів. Червоногвардійські війська були зібрані переважно з добровольців, з білого боку добровольців було всього 11 000-15 000. Основними мотивами тих, хто добровільно вступав у війська з обох сторін, були як матеріальні (пайок і плата), так і ідейні причини, а також вплив оточення і примус. Особливістю червоних були створені насамперед у промислових центрах жіночі загони, сукупною чисельністю близько 2000 осіб. Другою особливістю з обох боків була участь неповнолітніх, головним чином 15-17-річних, серед яких червоні мали також і дівчат. Основою білої армії були селяни та інтелігенція, у червоних боролися насамперед робітники та сільська біднота.

## Біла Фінляндія
Уряд Фінської республіки переїхав з повсталої столиці до м. Вааса, згодом отримавши через це найменування Ваасівський Сенат. 26 січня Сенат вирішив відправити трьох сенаторів до Вааси. А. Фрей, Е. Ю. Пегконен і Х. Ренвал відбули того ж вечора, і прибувають до Вааса 28 січня. Того ж дня Маннергейма призначили головнокомандувачем. 1 лютого 1918 року Сенат опублікував звернення до народу, закликавши громадян під керівництвом уряду чинити опір бунтівникам. У зверненні також йшлося про повноваження, отримані Маннергеймом і про те, що збройний опір урядовим військам оцінюватиметься як зрада країні.
Пізніше до складу Сенату у Ваасі увійшли Пер Свінгувуд та Й. Кастрен (J. Castrén). Голова Сенату Свінгівуд спробував вилетіти до Вааси літаком російського флоту, але фінський льотчик не впорався з керуванням, у результаті Свінгівуду довелося добиратися спочатку на криголамні «Тармо» до Ревеля (нині — Таллінн), а звідти через Німеччину та Швецію — до північної Фінляндії. Частина сенаторів і правих політиків, у тому числі Каарло Юго Стольберг, Лаурі Інгман та Кюєсті Калліо, залишилися в Гельсінкі в підпіллі до приходу німців. Загалом у роботі Сенату у Ваасі брало участь 6 сенаторів.
Поруч із цими подіями Маннергейм організував давно ним заплановане роззброєння російських гарнізонів північі і взяв під контроль Пог'янмаа.
Ще на початку 1918 року радянський уряд наказав російським військовим гарнізонам, які опинилися в незалежній Фінляндії, дотримуватися нейтралітету. Незважаючи на це, російське командування в Погянмаа тісно співпрацювало з Охоронним корпусом Фінляндії. Так, віце-адмірал Микола Подгурський очолив оборону узбережжя Ботнічної затоки. Завдяки цьому роззброєння російських військ на півночі з 29 по 31 січня 1918 проходило легко і мирно. Місцеві комітети, які представляють Росію у Фінляндії, повідомляли Сенату Фінляндії про те, що «програма демобілізації» просувається успішно. Подгурський особисто допомагав генералу Маннергейму у роззброєнні гарнізону у Ваасі. У відповідь Маннергейм організував виплати російським офіцерам, їхнє проживання, право вільного пересування містом.
Російські гарнізони на півночі країни майже не чинили опору і більшість військових змогла вирушити роззброєними додому, а загони самооборони (Охоронний корпус Фінляндії) змогли отримати зброю.
У Сенату з'явилася, окрім надійного тилу, своя збройна армія, чисельністю близько 70 000. Її основою стали загони самооборони (охоронні загони); вони, за своєю суттю, були ополченням та їхнє військове застосування було проблематично через недостатню навченість та відсутність кадрового командного складу. Внаслідок цього Маннергейм підстрахувався, ввівши 18 лютого 1918 загальнну військову повинність.
25 лютого 1918 року з Балтії повернулася основна частина батальйону фінських єгерів, що воювали там на боці Німеччини, і біла армія нарешті отримала досить підготовлених командирів та інструкторів військової справи в кількості до 1 300 осіб. Армія складалася, переважно, із селян-одноосібників, і навіть із чиновників та інших цивільних. Також білі отримали допомогу зі Швеції та Німеччини. На початку лютого зі Швеції прибула група із 84 офіцерів, які склали штаб фінської армії, планували операції та організовували зв'язок. З Німеччини Маннергейм розраховував отримати лише офіцерів, зброю та спорядження, але Німеччина таємно збиралася припинити перемир'я з Радянською Росією та включити Україну, балтійські країни та Фінляндію до своєї сфери впливу. Переслідуючи цю мету, Німеччина запропонувала цим країнам допомогу у боротьбі з більшовиками; представники Фінляндії в Берліні, отримавши пропозицію попросити відправити до країни німецьке військове угруповання, прийняли його. Маннергейм і сенат дізналися про це лише на початку березня 1918.

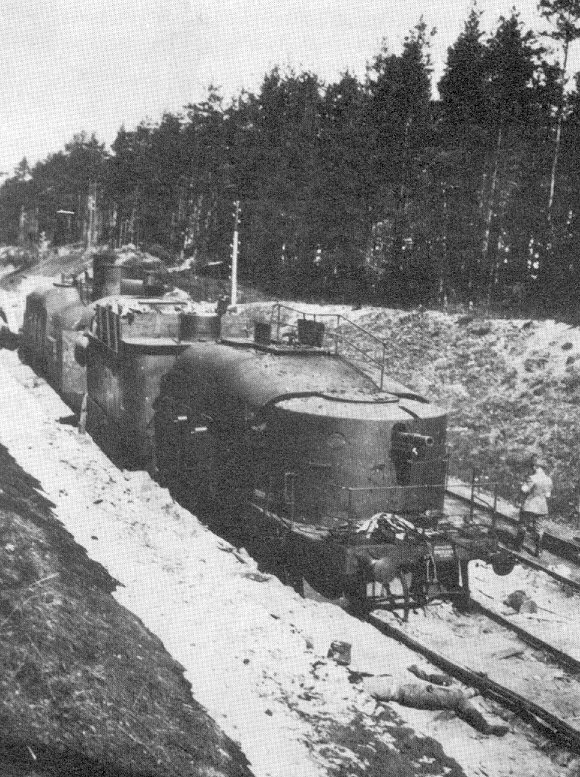
Захоплений «білими» бронепоїзд «червоних»

Головною метою сенату у Ваасі було відновити законну владу на півдні країни. Державну владу та незалежність від Росії після перемоги мали намір забезпечити за допомогою сильної власної чи німецької армії, а також можливим поверненням до монархічної форми правління. Помірні і соціалісти, зрозуміло, були проти монархії та німецької інтервенції, особливо на початку війни. У військовому командуванні були такі ж суперечки між генералом Маннергеймом та командирами фінських єгерів. Добре обізнаний про поганий стан червоної армії та фінських червоногвардійців, Маннергейм критично оцінював необхідність німецької підтримки. Фінські єгері, зі свого боку, дотримувались пронімецької орієнтації.

## Червона Фінляндія
Повстанням і червоногвардійцями керував революційний уряд Рада народних уповноважених Фінляндії. Через місяць лише Радянська Росія визнала новий уряд: 1 березня 1918 укладено єдиний міжнародний договір, в якому щодо Фінляндії використано найменування Фінляндська Соціалістична Робоча Республіка. В іншому посланні з Росії використано назву «фінський соціалістичний уряд». У самій Фінляндії ці назви не використовувалися ні «білими», ні «червоними».
Рада народних уповноважених зіткнулася із серйозними проблемами, найголовнішою з яких був саботаж. Лише мала частина співробітників урядового апарату продовжувала свою роботу, більшість оголосила страйк, унаслідок чого червоні втратили контроль над фінансами та продовольством. Крім того, керівникам Ради бракувало досвіду роботи в уряді. Частина чиновників навіть співпрацювала з білими, наприклад, у залізничному відомстві був секретний телеграф, за допомогою якого передавали інформацію через лінію фронту. На контрольованій червоними територіями, у тому числі в Гельсінкі, діяли групи білого підпілля, очолюваного, зокрема, Ельмо Кайлою. Деякі дослідники вважають, що практикований червоними терор обернувся проти них самих, — вони почали втрачати довіру більшості населення.
Поразка у Тампере та звістка про висадку німців у Ханко зруйнували плани червоних. 6 квітня 1918 року Рада народних уповноважених провела останнє засідання в Гельсінкі і вирішила поступово відступати у Виборг. Насправді поступовість означала по можливості швидко переїхати до Виборгу, а звідти наприкінці квітня 1918 — на кораблі до Петрограда. Війська намагалися битися до кінця, але це лише призвело до марних жертв.

## Розв'язка у Тампере

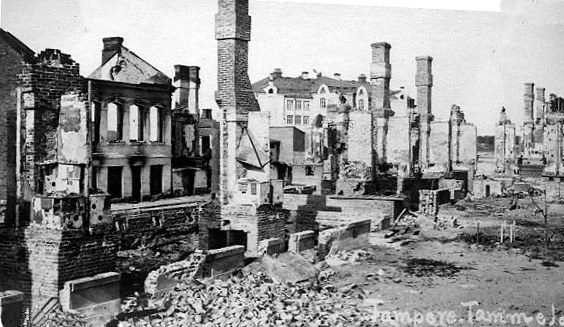
Тампере після війни (1918)

Спроба червоного наступу наприкінці лютого не вдалася та ініціатива перейшла до білих. 15 березня 1918 року починається наступ на південь у напрямку Тампере, найважливішого центру червоної оборони. Військові дії почалися з північного сходу від міста в Лангемякі і розвивалися по лінії Вііпула- Куру -Кюроскоскі-Суоденніємі. Місто було оточене після битви в Лемпяялі 24 березня і захоплення Сіуро 26 березня. Бій за Тампере став найбільшим і найзапеклішим під час фінської громадянської війни, а й у всій історії Скандинавії. У ньому брало участь 16 000 людей із боку білих і 14 000 — із боку червоних.
Обороноспроможність та вміння червоногвардійців помітно зросли. Командування білих направило на Тампере найкращі війська, у тому числі нових командирів- єгерів. У битві біля цвинтаря Калеванкангас 28 березня, у так званий "кривавий пристрасний четвер " деякі частини білих втратили 50 % особового складу. Загинуло 50 єгерів, бригада шведських добровольців втратила безповоротно 10 % складу та півсотні пораненими.
Загинув командир 2-го шведського батальйону Фольке Бенніх-Беркман. Шведів від розгрому врятувала атака 2-го полку фінських єгерів під командуванням майора Габріеля Бонсдорфа. З майже 350 шведських «багнетів», які почали наступ, передову лінію ворожих укріплень змогло перетнути приблизно 250 людей. Вирішальний наступ на центр Тампере розпочався вночі 3 квітня, який супроводжувався потужною артилерійською підтримкою. У фінській історії це була перша безжальна битва в місті: квартал проти кварталу. Місто взято 6 квітня. У цей же час білі здобули важливу перемогу в Рауту на Карельському перешийку

## Німецька інтервенція та бої за південну Фінляндію

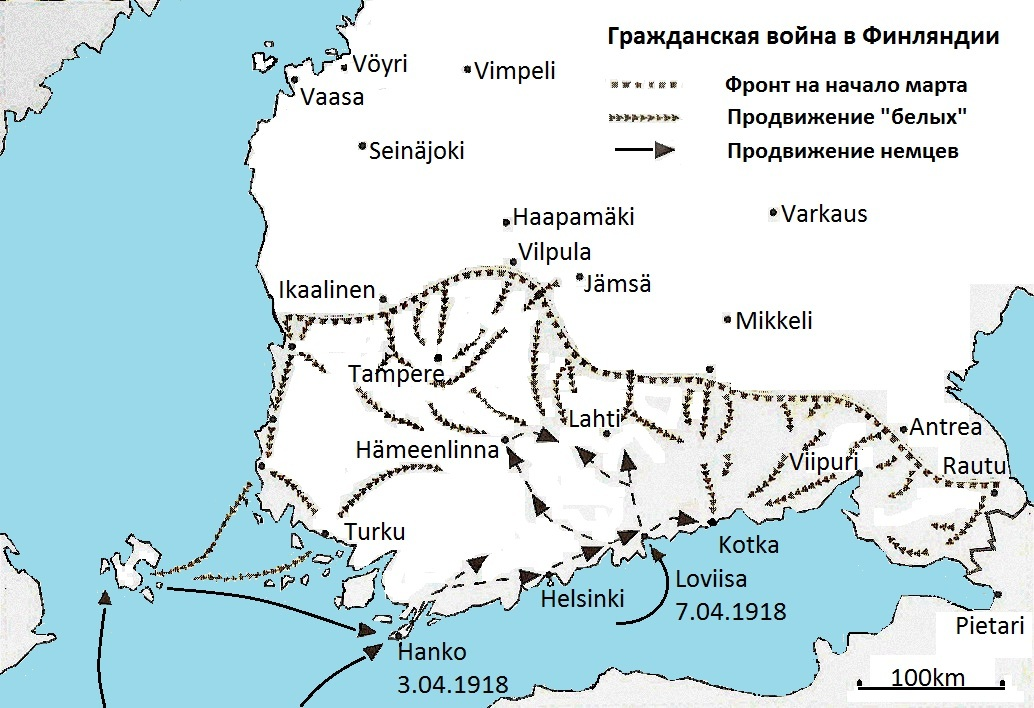
Рух військ під час війни

5 березня 1918 року німецький флот прибув до Аландських островів і німецькі війська до кінця травня поступово були замінені шведськими військами, що висадилися на островах у лютому. Острови стали базою для німецької інтервенції до Фінляндії, 3 квітня 1918 року в Ханко німці безперешкодно висадили Остзейський корпус чисельністю 9,5 тисяч осіб під командуванням генерала Рюдігера фон дер Гольца і рушили на Гельсінкі.
7 квітня в Ловіїсі висадився загін Отто фон Брандштейна, що прибув з Ревеля чисельністю 2,5 тисячі німецьких солдатів, ще більше ускладнили становище червоних. Загалом у Фінляндії становило 14-15 тисяч солдатів німецької армії.
Після втечі керівництва обороною Гельсінкі зайнялися місцеві червоногвардійці. У місті були ще дві військові сили: у порту стояли військові кораблі російського радянського флоту, а на фортеці Свеаборг була артилерія. Але фінські червоні від них не отримали жодної допомоги: кораблі пішли з міста на підставі договору з німцями, а артилерію залишили без замків. Боєздатність німецьких військ була незрівнянно вище противника, Німеччина навіть не зробила жодної заяви щодо початку бойових дій проти червоної Фінляндії, оскільки вважала червоних невмілими і слабкими бунтівними загонами, які стоять на шляху німецьких планів.
12-13 квітня німецькі війська легко завоювали Гельсінкі та провели парад 14 квітня, передавши місто представникам фінського Сенату.
19 квітня бригада з Ловіїси захопила Лахті та перерізала повідомлення між західним та східним угрупованням червоних. 21 квітня взято Хювінкя, 22 квітня — Рійхім'яки , 26 квітня — Хяменлінна .
Вночі 26 квітня червоний уряд Фінляндії біг морем з Виборга до Петрограда. Громадянська війна у Фінляндії була фактично закінчена. Німецькі війська значно прискорили поразку червоних і скоротили час війни, але це привело Фінляндію у сферу впливу кайзерівської Німеччини. Громадянська війна закінчується взяттям форту Іно 15 травня 1918 року. Його обороняють і латиські стрілці.

## Символічне завершення
16 травня 1918 року в Гельсінкі відбувся парад перемоги - центральними вулицями міста церемоніальним маршем пройшли представники всіх піхотних полків, артилеристи, єгери, сапери, волонтери шведської бригади, а в кінному строю - ескадрон кавалеристів Нюландського друньського полку. Очолював ескадрон генерал Маннергейм, головнокомандувач молодої національної фінської армії. Серед учасників параду був 17-річний Урго Кекконен, майбутній президент Фінляндії, який воював у Партизанському полку Каяані.

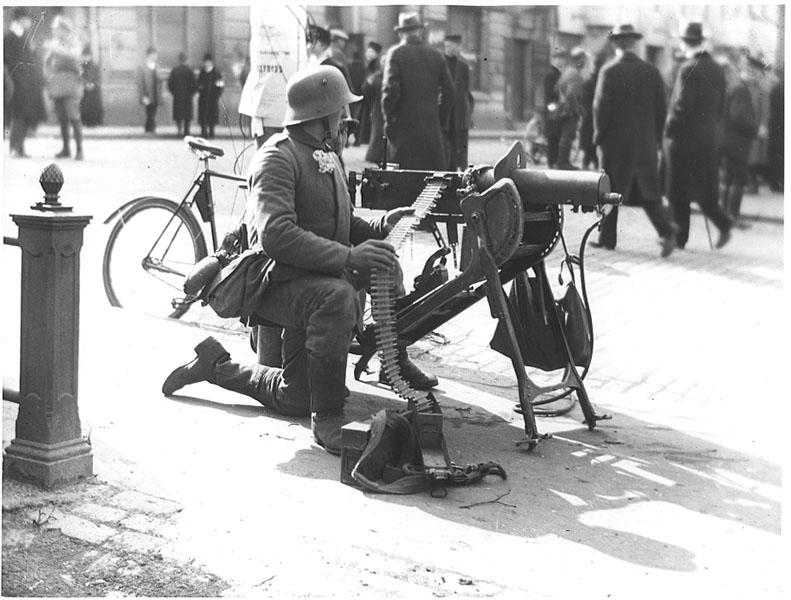
Німецькі війська у Гельсінкі

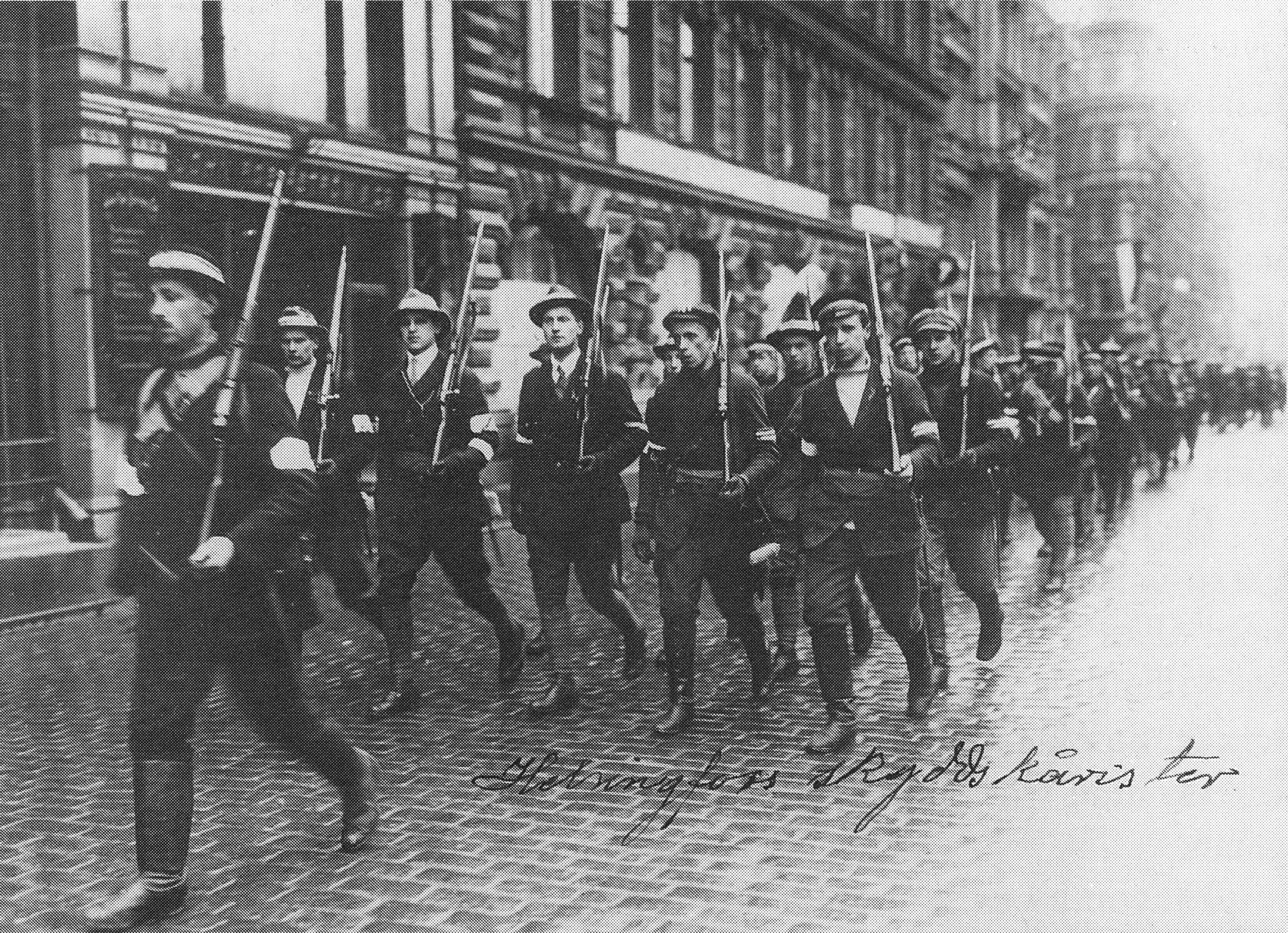
Бійці Охоронного корпусу в Гельсінкі 13 квітня 1918 року, відразу після взяття столиці

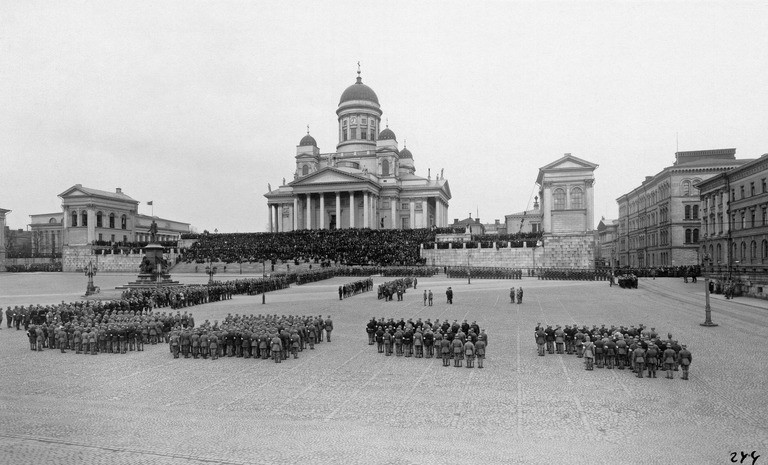
Німецькі солдати на параді перемоги в Гельсінкі, квітень 1918

Сторона, що перемогла, ознаменувала результат громадянської війни установкою в Тампере Статуї Свободи.

## Роль Швеції
22 лютого у Стокгольмі делегація фінських селян відповідно до старої традиції просила допомоги у шведського короля. Король Густав V відмовився надати офіційну військову допомогу, посилаючись на нейтральність країни, але пообіцяв допомогу добровольцям. У той же день у Швеції розглядається питання про захоплення Аландських островів. Спочатку значну допомогу білій стороні надали 84 шведські офіцери-добровольці, пізніше на бік урядових військ вирушив зібраний із шведських солдат-добровольців загін чисельністю 400 осіб під командуванням Ялмара Фріселя. Загін отримав назву Шведська бригада. Підготовка шведських волонтерів була дуже гарною.
Чисельність бригади оцінюється в 250—560 чоловік, що більше відповідає посиленому батальйону. Усього, в тому числі, для поповнення втрат, до бригади було направлено близько 1100 (1000) осіб, з яких близько 600 були професійними військовими (200 офіцерів і 400 унтер-офіцерів), а решта 500 — громадяни різних професій з таких галузей, як сільське та лісове господарство, ремісництво, індустрія, торгівля, службовці та представники інших або невизначених занять. Згодом майже всі шведські офіцери та унтер-офіцери вступили безпосередньо до лав фінської армії, оскільки у фінській армії не було кадрових офіцерів крім генерала Маннергейма, кількох фінських громадян-офіцерів Російської імператорської армії та тих, хто воював у складі німецького батальйону фінських єгерів. Шведські офіцери займали ключові позиції як командири підрозділів, а також у штаб-квартирі фінської армії. Фінську артилерію було побудовано цілком під шведським командуванням.
Додатково до добровольців шведи 15 лютого 1918 року відправили флот і військовий загін на Аландські острови. Формальною мотивацією для цього стало прохання про допомогу з боку жителів островів, у переважній більшості етнічних шведів. Таким чином, загальна чисельність шведських військ, спрямованих до Фінляндії, сягнула близько 2000 осіб. 5 березня до островів підійшов німецький флот, після чого шведські війська почали поступово залишати острови, остаточно їх залишивши до кінця травня 1918.
Згодом частина шведських добровольців воювала на боці Фінляндії та Естонії в ході Першої радянсько-фінської війни (15 травня 1918 — 14 жовтня 1920) та Естонської війни за незалежність (29 листопада 1918 — 2 лютого 1920).
Незважаючи на це, у Швеції, також на добровільних засадах, було створено Комітет проти білого терору у Фінляндії (швед. Kommittén mot den finska vita terrorn), головною метою якого було формування громадської думки у Швеції щодо протистояння жорстоким репресіям, що проводилися у Фінляндії, а також здійснення політичного тиску на уряд Швеції з метою надання притулку жертвам білого терору у Фінляндії.

## Миротворці
Світова преса прийняла звістку про незалежність Фінляндії і про безкровний вихід країни з-під юрисдикції Росії з подивом. Але вже 28 лютого делегація  шведської соціал-демократичної партії прибуває до Гельсінкі, щоб запропонувати посередництво між протиборчими сторонами та підготувати відправку гуманітарної допомоги до Фінляндії. На думку делегації, озброєний переворот був помилкою, яка завдасть шкоди європейській соціал-демократії. Рада народних уповноважених Фінляндії відкинула допомогу посередників.
20 березня генеральний консул Великобританії Монтгомері Грув зажадав, щоб Великобританія і Франція чинили тиск на Швецію, переконавши останню в необхідністі військової інтервенції до Фінляндії. На його думку, у Великобританії є чудова можливість стати рятівником Фінляндії із ситуації. Грув також вважав, що громадянська війна призведе країну до голоду та господарської розрухи, і передбачив, що наслідками війни стане помста та кровопролиття, незалежно від того, хто залишиться переможцем.
24 березня американська делегація відвідала фронт у районі Порі, безуспішно намагаючись переконати воюючі сторони припинити кровопролиття.

## Червоний терор
У ході громадянської війни у Фінляндії на території, підконтрольній «червоним», загинуло 1649 осіб. З кінця січня до кінця лютого було розстріляно близько 700 осіб, у березні — 200. Терор посилився у квітні 1918 і на початку травня, перед явною поразкою, коли було вбито близько 700 осіб. Мотивами політичного насильства були знищення керівників противника, і навіть особисті рахунки. Більшість страчених були активними членами загонів самооборони, власниками садиб і селянських господарств, політиками, поліцейськими, вчителями, вищими чиновниками, керівниками та власниками підприємств. Серед жертв терору також 90 осіб, які належать до червоних та помірних соціалістів.
Хоча церква була основною метою терору, всього за час війни було вбито десять пасторів (із загальної кількості 1200 осіб). Їх стратили за ідейними мотивами, але також тому, що сільське духовенство відкрито виступало за збереження традиційного державного устрою.
Під час війни відбувалися численні масові вбивства, такі як Суйнуле, у Порі, Лоймаа. Найжахливіші з них сталися наприкінці війни. 19 квітня 1918 року в Курілі Туомас Хюрскюмурто наказав стратити 23 студентів сільськогосподарського університету міста Мустіла. У Лапперанті розстріляли 19 білих в'язнів. Останнє масове вбивство сталося у Виборзі у місцевій в'язниці. у якій під керівництвом командира Ялмара Капіайнена, вночі 27-28 квітня 1918, 30 осіб було вбито гранатами або застрелено.

## Білий терор

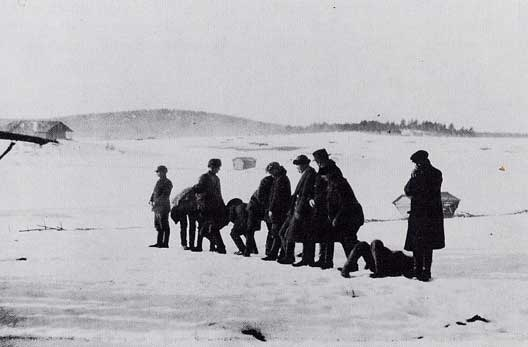
Розстріл в Лянкіпох'ї

Терор переможців проти червоних та їхніх прихильників перевершив за масштабами червоний терор. Головною метою були командири червоногвардійців, які також брали участь в актах червоного терору та бойових діях. Відносно сильний наголос був на російських солдатах. 25 лютого Маннергейм віддав наказ, який вимагав розстрілювати на місці всіх, хто чинив «озброєний опір законним військовим силам країни» і хто «без відома армії носить зброю», тобто фактично вимагав розстрілювати кожного червоногвардійця, що потрапив у полон. Усього від білого терору в період громадянської війни загинуло 8380 чоловік набагато більше, ніж від червоного. Кількість страт змінювалося згодом, як і відповідне насильство з боку червоних. У початковій стадії війни у лютому 1918 року стратили близько 350, у березні — близько 500, у квітні — близько 1800, у травні — 4600, у червні — близько 300 осіб.
На початку війни значною подією було кровопролиття у Варкаусі 21 лютого 1918 року, коли стратили 80-90 червоних, прозване Лотереєю Хуруслахті. У тому ж Варкаусі до середини березня стратили 180—200 людей. Символічним стало кровопролиття в лікарні Хармойнен 10 березня, коли білі стратили майже всіх поранених у польовому госпіталі Червоного Хреста та частину персоналу. Пік терору припав на кінець квітня — початок травня 1918 року, коли два тижні поспіль щодня відбувалося по 200 страт, і всього загинуло 2500-3000 осіб. Частина жертв загинула під час виборської різанини 27 квітня 1918 року. У таборі військовополонених у Лахті загін майора Ганса Кальма у період з 1 по 31 травня розстріляв близько 200 тих хто належав до червоних жінок. Усього під час війни було розстріляно 300—600 жінок. У білому терорі досі залишається нез'ясованим, кого з червоногвардійців убили під час бою, а кого після.
Жорстокість та масштаби білого терору привернули широку увагу міжнародної громадськості. Німецький рейхстаг заявляв, що «що відбувається у Фінляндії є невимовною трагедією» і «найстрашнішою з усіх громадянських воєн». Зарубіжні оглядачі дивувалися «звірствам, що відбувалися народом, що зарекомендували себе як один із найгуманніших і законослухняних у світі» і задавалися питанням, «чи можна Фінляндію, де застосовувалася така жорстокість, вважати серед цивілізованих країн?». У Швеції було створено Комітет проти білого терору у Фінляндії (швед. Kommittén mot den finska vita terrorn) — організація, що ставила за мету мобілізувати громадську думку для протистояння репресіям, проводити збір коштів на гуманітарну допомогу жертвам білого терору та здійснювати тиск на уряд Швеції метою надання політичного притулку фінським біженцям . Одним із трьох керівників Комітету був Свен Ліндерут. Комітет зумів зібрати 21 851 530 шведських крон, 14 518 730 з яких передано фінським біженцям у Швеції, 6920 направлені до Фінляндії, а решта витрачено на друк 100 000 листівок, озаглавлених «Правда». Також Комітетом було проведено понад ста мітингів.
Найбільш грандіозні провідники білого терору — Вейкко Сіппола, Йоханнес Фром, Яльмарі Саарі — були притягнуті до відповідальності за безсудні розправи. Фрома і Сіппола в 1921 засуджено на довічне ув'язнення, проте швидко амністовано.
Масові репресії також нашкодили репутації К. Г. Маннергейма, що згодом позначилося на результатах переговорів із представниками російського Білого руху та підсумках президентських виборів у Фінляндії 1919.
На думку істориків І. С. Ратьковського та В. Н. Баришнікова, білий терор у Фінляндії став одним із наочних аргументів, використаних більшовиками для розгортання в Росії «червоного терору» по відношенню до своїх політичних опонентів. Зокрема, у травні 1918 року ЦК РКП(б) ухвалив рішення «ввести в практику вироки до страти за певні злочини» після виступу на засіданні ЦК представника РРФСР у Фінлядії І. Смілгі, особисто спостерігав «крайні жорстокості білогвардійців».

## Наслідки війни
В останній стадії війни близько 10 000 червоногвардійців та членів їх сімей сховалися в Радянській Росії.
До закінчення війни 5 травня 1918 року у полоні виявилося 76 000 червоних. Сенат та керівництво армії довго сперечалися про дії щодо вирішення проблеми. Зрештою, було вирішено розглядати кожен випадок індивідуально, а до суду утримувати бранців в ув'язненні. Це рішення виявилося фатальним для багатьох полонених: брак продовольства та скупченість людей у таборах спричинили високу смертність. З іншого боку, керівництво, що переховувалося в Петрограді, втратило у Фінляндії прихильників.

## Табори військовополонених
Велика частина таборів знаходилася влітку 1918: у Суоменлінні (фортеця Свеаборг, 13 300 чол.), Хяменлінні (11 500 чол.), Лахті (10 900 чол.), Виборзі (10 350 чол.), Рііхім'яки (8500 чол.) та Тампере (7700 чол.). 29 травня 1918 року Парламент ухвалив закон про державну зраду, проте судові процеси не відповідали принципу неупередженості, ставши частиною програми репресій переможців. До того ж, ухвалений 20 червня закон передбачав судове засідання, що зайняло майже всі суди країни. Процеси були довгими та важкими, і змогли розпочатися лише 18 червня. Це призвело до загибелі безлічі ув'язнених.
У травні в таборах померло 600—700 осіб, у червні вже 2900, у липні — 4800-5250. У серпні цифри зменшилися — 2200 жертв, у вересні близько 1000. Причиною зниження смертності стало те, що влада звернула увагу на те, що відбувається, і звільнили так званих безпечних в'язнів за умовним вироком. Всього за літо 1918 року в таборах померло від голоду та хвороб 11 000-13 500 осіб, з них 5000 або майже 40 % були 15-24-річними. Примітно те, що багато голодних ув'язнених, близько 60-700 осіб, загинули вже після звільнення, жадібно почавши їсти. Найвища смертність була у таборі Таммісаарі: майже 34 %. В інших таборах помирало 5-15 % від числа тих, що утримувалися. З хвороб особливо багато жертв забрала іспанка, віспа, дизентерія та інші інфекційні хвороби, що послаблюють в'язнів. Табори утримання червоногвардійців та їх умови привернули міжнародну увагу, судові процеси над військовополоненими розглядали у шведській та англійській пресі.

## Вироки
За державні злочини було засуджено близько 70 000 осіб, більшу частину за державну зраду. До смерті засудили 555 осіб, але лише 113 вироків виконано. Різні терміни покарання були визначені для 60 000 громадян, з яких 10 200 помилували 30 жовтня 1918 року. Для деяких в'язнів справу було припинено за відсутністю складу злочину. Більшість вироків (40 000) була легкою і змінена пізніше на умовне покарання. Наприкінці 1918 року у в'язницях утримувалося 6100 осіб, у 1921 році – близько 100 осіб. У 1927 році уряд Вяйне Таннера помилував останніх 50 ув'язнених. У 1973 році фінський уряд виплатив компенсації 11 600 колишнім червоним в'язням.
Після громадянської війни під впливом пронімецьких сил восени 1918 року на недовгий час було створено Королівство Фінляндія. З 17 липня 1919 року Фінляндія знову стала республікою.